# Марк-Андре Граньяні
Марк-Андре Граньяні (фр. Marc-André Gragnani; 11 березня 1987, м. Монреаль, Канада) — канадський хокеїст, захисник. Виступає за «Нью-Джерсі Девілс» у Національній хокейній лізі (НХЛ).

## Біографія
В чемпіонатах НХЛ — 59 матчів (2+13), у турнірах Кубка Стенлі — 7 матчів (1+6).
В юніорському віці Граньяні виступав у Головній юніорської хокейній лізі Квебека (QMJHL) за команду «Пі-І-Ай Рокет». На драфті НХЛ 2005 року він був обраний у 3-му раунді під загальним 87-м номером клубом «Баффало Сейбрс». У складі юніорської збірної Канади учасник чемпіонату світу 2005, де став срібним призером.
Хоча спочатку Граньяні і позиціонувався як захисник, під час свого першого професійного сезону він все частіше виконував роль лівого нападника. 23 лютого 2008 року Граньяні провів свій перший матч у НХЛ у складі «Сейбрс».
У квітні 2009 року Граньяні встановив новий рекорд результативності для захисників «Портленд Пайретс» у регулярному сезоні АХЛ — 51 очко. Також він встановив клубний рекорд за кількістю результативних передач серед захисників — 42 асистентських бали. У 2011 році він оновив обидва свої власні рекорди, заробивши 48 передач та набравши 60 очок за один сезон в як захисник.
Граньяні увійшов до основного складу «Баффало» лише в березні 2011 року. Його перший гол у НХЛ припав на матч проти «Кароліна Гаррікейнс», що відбувся 3 квітня 2011 року. У складі національної збірної Канади учасник чемпіонату світу 2011 (6 матчів, 1+1).
28 лютого 2012 року в результаті великої обміну між «Баффало» і «Ванкувером», Граньяні перебрався в «Канакс». У липні 2012 року уклав однорічний контракт з «Кароліна Гаррікейнс».

## Досягнення і нагороди
- Срібний призер юніорського чемпіонату світу (2005).
- Нагорода Едді Шора (2011)